# أفرا ثيودوروبولو
أفرا ثيودوروبولو (باليونانية: Αύρα Θεοδωροπούλου) (3 نوفمبر 1880 - 20 يناير 1963) كانت معلمة موسيقى يونانية، وعازفة بيانو، ومُنادية بحق المرأة في التصويت، وناشطة في مجال حقوق المرأة. أسست رابطة حقوق المرأة في عام 1920 وترأستها في الفترة من 1920 إلى 1957. كانت متزوجة من الشاعر أجيس ثيروس.

## بداية حياتها
وُلدت أفرا دراكوبولو في 3 نوفمبر 1880 في أدرنة، الإمبراطورية العثمانية، لإيليني وأريستومينيس دراكوبولوس، الذي كان مسؤول قنصل لليونان في تركيا. كانت شقيقتها، ثيون دراكوبولو، شاعرة وممثلة معروفة. في طفولتها، عاشت عائلتها في تركيا ثم جزيرة كريت قبل الاستقرار في أثينا. بحلول إنهاء دراكوبولو المرحلة الثانوية، تعلمت اللغة الإنجليزية والفرنسية والألمانية وأصبحت مشاركة كممرضة متطوعة خلال الحرب اليونانية التركية في عام 1897. في عام 1900، تخرجت من معهد أثينا للموسيقى وفي نفس العام التقت سبيروس ثيودوروبولوس، الذي أصبح فيما بعد سياسياً وكاتباً، باستخدام أغيس ثيروس كاسمٍ قلمي مستعار. تزوج الشريكان في عام 1906، بعد التغلب على اعتراضات والدها على علاقتهما.

## حياتها المهنية
حصلت ثيودوروبولو على الميدالية الفضية لأندرياس وإيفيجينيا سينغروس لمهاراتها في العزف على البيانو. في عام 1910 عُينت لتدريس تاريخ الموسيقى والبيانو في المعهد الموسيقي. خلال هذه الفترة المبكرة، بحثاً عن أساليب مختلفة للتعبير عن نفسها، كتبت ثيودوروبولو مسرحيتين على الأقل. إحداها بعنوان «فرصة أو إرادة» (1906)، والتي لم يتم عرضها لأنها كانت شبه سيرة ذاتية، بالإضافة إلى مسرحية «موت الشرارات،» والتي تم عرضها من قبل ماريكا كوتوبولي. في عام 1911، انخرطت في إنشاء مدرسة الأحد للنساء العاملات، وهي منظمة طالبت لأول مرة بحق النساء في التعليم. خلال حرب البلقان (1912-1913)، عادت إلى العمل التطوعي كممرضة وتم تكريمها لمشاركتها بمنحها ميدالية الصليب الأحمر الهيليني، وميدالية الملكة أولغا، وميدالية حرب البلقان، وميدالية الحرب اليونانية البلغارية.
في عام 1918، كانت ثيودوروبولو إحدى مؤسسي جمعية «أخت الجندي،» وهي جمعية أُنشئت لمعالجة القضايا الاجتماعية التي تسببت فيها الحرب ومنح النساء وسيلة فعالة للمشاركة المدنية. كانت المنظمة تهدف إلى منح المرأة حق التصويت ومنحها الحقوق المدنية والسياسية. في العام التالي، غادرت معهد أثينا وبدأت التدريس في المعهد الهيليني. في عام 1920، أنشأت ثيودوروبولو، إلى جانب روزا إمفريوتي، وماريا نيجريبونتي، واجني روسوبولوس، وماريا سفولو وغيرهن من النسويات، رابطة حقوق المرأة وسعت إلى إنشاء شراكة مع التحالف الدولي لحق المرأة في التصويت (IWSA) لتعزيز مطالبهم بالمساواة. من البداية، كانت المنظمة واحدة من أكثر المنظمات النسوية اليونانية نشاطاً. في عام 1920، قدمت طلباً إلى الحكومة اليونانية نيابة عن الجمعية تطالب فيه معالجة أوجه عدم المساواة القانونية التي تمنع النساء من التصويت. في العام التالي، أصبحت رئيسة للرابطة حتى عام 1958، باستثناء فترة الحرب العالمية الثانية عندما تم حظر المنظمة.
توقفت عمليات مدرسة الأحد للنساء العاملات في عام 1922 ووجهت ثيودوروبولوس انتباهها نحو خدمة الإشراف والمأوى الوطني، واللتان كانتا منظمتين تهدفان إلى مساعدة اللاجئين من الحرب اليونانية التركية. في نهاية النزاع، امتلأت اليونان بالاجئين، وقدمت دائرة الإشراف التابعة للرابطة متطوعين لتقديم المساعدات لخمسين مستوطنة. كان الملجأ الوطني داراً للأيتام، والذي كان يستطيع أن يستوعب ما يصل إلى 85 فتاة. في عام 1923، أطلق ثيودوروبولو مجلة «كفاح المرأة» وشارك في المؤتمر التاسع للتحالف الدولي لحق المرأة في التصويت الذي عقد في روما. أصبحت عضواً في مجلس إدارة التحالف الدولي لحق المرأة في التصويت وخدمت فيه حتى عام 1935 ومن خلال العلاقات التي أنشأتها في المؤتمر، أسست «الحلف الصغير للمرأة» الذي عقد اجتماعاً في بوخارست في وقت لاحق من ذلك العام. في ذلك المؤتمر، تم تكريم ثيودوروبولو بمدالية ألكسندر الأول ملك يوغوسلافيا لجهودها في نشر السلام. كان الحلف الصغير للمرأة مؤلفاً من نساء نسويات من تشيكوسلوفاكيا واليونان وبولندا ورومانيا ويوغوسلافيا وساعدت ثيودوروبولو في تنظيم مؤتمراتها السنوية. شغلت ثيودوروبولو منصب رئيسة الحلف اليوماني الصغير للمرأة في الفترة من 1925 إلى 1927، بعد رئاسة ألكساندرينا كانتاكوزينو. كانت نشطة للغاية في هذه الفترة في المؤتمرات الدولية وحققت بعض النجاح في موطنها، عندما تم منح النساء اليونانيات المتعلمات في عام 1930 الحق في انتخاب المسؤولين المحليين.

## حياتها المهنية اللاحقة
في عام 1936، غادرت ثيودوروبولو المعهد الهيليني وبدأت التدريس في المعهد الوطني للموسيقى. في عام 1936، عندما تولى أيوانيس ميتاكساس حكمه الديكتاتوري في اليونان، قام بتعليق أنشطة المنظمة النسائية. حولت النساء أنشطتهن نحو جهود مقاومة الاحتلال وتطوعت تيودوروبولو كممرضة، كما فعلت في صراعات أخرى. في عام 1946، أصبحت رئيسة الاتحاد الهيليني للنساء الذي تم تشكيله حديثاً، والذي تم تطويره ليجمع كل المنظمات النسائية معاً ولموازنة مواقف حزبي اليسار واليمين. نظم الاتحاد الهيليني للمرأة مؤتمراً في مايو 1946 حضره 671 مندوباً في أثينا، ولكن في غضون أشهر اندلعت الحرب الأهلية واستقالت ثيودوروبولو لأنها شعرت أنّ الحركة النسائية يجب أن تكون غير حزبية. اضطرت للتوقيع على قسم الولاء في عام 1948 بسبب مشاركتها السابقة مع الشيوعيين واحتفظت الشرطة السرية بملفاتها هي وزوجها بين عام 1949 وعام وفاتهما، والتي لم يتم تدميرها حتى عام 1989.
بعد توقف الصراع، استأنفت ثيودوروبولو مشاركتها في التحالف الدولي لحق المرأة في التصويت وحضرت المؤتمرات التي عقدت في أمستردام (1949)، وستوكهولم (1951)، ونابولي (1952)، وكولومبو (1955)، وكوبنهاغن (1956)، وأثينا (1958). في عام 1952 فازت النساء اليونانيات أخيراً بالحق في المشاركة الكاملة في التصويت. تقاعدت ثيودوروبولو من التدريس في عام 1957 ومن رابطة حقوق المرأة في عام 1958. خلال سنواتها الأخيرة، عملت مناقدة للموسيقى، من خلال النشر في الصحف والمجلات، وبعد وفاة زوجها في عام 1961، نظمت أراشيفها. توفيت ثيودوروبولو في أثينا في 20 يناير 1963.